# Luis Estrada de los Ríos
Luis Estrada de los Ríos fue un psicólogo peruano. Era reconocido como el primer profesional de la psicología en el Perú. Se graduó en la Universidad Nacional Mayor de San Marcos, la que posteriormente lo reconoció con la distinción de "profesor emérito". Fue asimismo el primer Decano del Colegio de Psicólogos del Perú. Falleció el 26 de marzo del 2008.